# Schweizerisches Institut für Kunstwissenschaft
Das Schweizerische Institut für Kunstwissenschaft (SIK-ISEA) ist ein Forschungs- und Dokumentationszentrum für die Kunst in der Schweiz und in Liechtenstein.

## Geschichte
Das Institut wurde im Jahr 1951 von dem Kunsthistoriker Marcel Fischer (1906–1962) in Zürich gegründet. Von 1963 bis 1994 war Hans A. Lüthy Leiter von SIK-ISEA. In den dreißig Jahren seiner Direktion erwarb es sich internationale Anerkennung. Auf sein Betreiben wurde das Institut im Jahr 1971 in die Schweizerische Akademie der Geistes- und Sozialwissenschaften aufgenommen. Im Jahr 1981 folgte die Anerkennung von SIK-ISEA als beitragsberechtigte Forschungsinstitution durch den Schweizer Bundesrat.

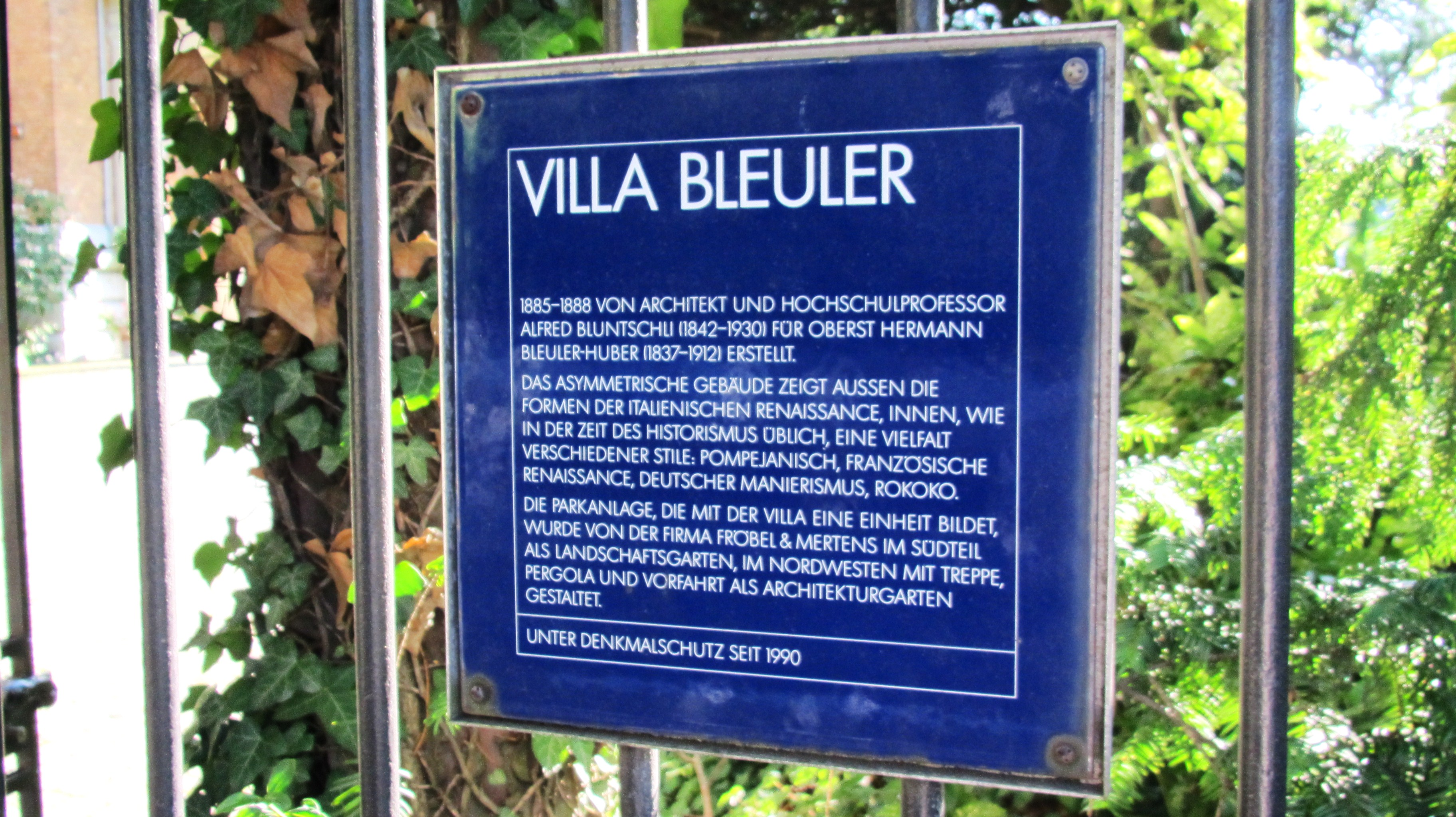
Denkmalschutz-Tafel der Villa Bleuler

Der Hauptsitz befindet sich in der Villa Bleuler in der Zürcher Zollikerstrasse. Die 1885 bis 1888 durch den Architekten Alfred Friedrich Bluntschli im Auftrag von Oberst Hermann Bleuler-Huber erstellte Villa mit Garten wurde 1989–1994 grundlegend umgebaut. Heute sind in den Obergeschossen die Büros des Instituts untergebracht. Im Erdgeschoss der Villa befinden sich die Repräsentationsräume. Die der Öffentlichkeit zugängliche Bibliothek des Instituts wurde in einer unterirdischen Erweiterung eingerichtet, das Restaurierungs- und Fotoatelier befindet sich in einem Neubau auf dem ehemals terrassierten Gelände. Seit 1988 besitzt das Institut eine Zweigstelle an der Universität Lausanne («Antenne romande») für die Suisse romande. Für die italienischsprachige Schweiz eröffnete SIK-ISEA 2010 im Museo Vincenzo Vela in Ligornetto ein Ufficio di contatto. Von 1993 bis 2010 war Hans-Jörg Heusser Direktor des Instituts. Am 1. September 2010 hat der ehemalige Direktor des Museums zu Allerheiligen in Schaffhausen, Roger Fayet, die Leitung des Instituts übernommen.

## Wissenschaftliche Arbeit
Schwerpunkte der wissenschaftlichen Arbeit bildet die Forschung, Dokumentation, Wissensvermittlung und Information in den Bereichen bildende Kunst und Kunstbetrieb in der Schweiz, zu der der langjährige Direktor Hans A. Lüthy wichtige Aufbauarbeit leistete. Träger des Instituts ist die gemeinnützige Stiftung SIK-ISEA, Präsident des Stiftungsrates ist seit 2020 Harold Grüninger, er folgte auf Anne Keller Dubach. Der Verein zur Förderung von SIK-ISEA unterstützt das Institut finanziell und ideell. Zu dem nicht profitorientierten Institut leistet die Schweizerische Eidgenossenschaft, der Kanton und die Stadt Zürich sowie weitere Kantone finanzielle Beiträge. Weitere Mittel werden über Fundraising und Dienstleistungen aufgebracht.
SIK-ISEA publiziert wissenschaftliche Lexika, Bücher, Kataloge und Aufsatzbände zur Kunstgeschichte und Kunsttechnologie sowie zum Kunstbetrieb. Wichtige Reihen sind: «Œuvrekataloge Schweizer Künstler und Künstlerinnen», «Kataloge Schweizer Museen und Sammlungen», «Museen der Schweiz», «outlines» und «KUNSTmaterial».

## Digitale Datenbank SIKART
Mit dem Online-Lexikon Sikart betreibt das Institut eine digitale Text- und Bilddatenbank, über die biografische Informationen zu allen Kunstschaffenden mit Bezug zur Schweiz abgefragt werden können. Es finden sich darin Informationen zu rund 16'000 Künstlerinnen und Künstlern, 14'000 Werkabbildungen, 1'500 biografische Artikel sowie Videofilme und digitalisierte Dokumente.

## Schweizerisches Kunstarchiv
Das Schweizerische Kunstarchiv von SIK-ISEA ist ein öffentlich zugängliches Spezialarchiv. Es beherbergt zwei Sammlungen: die Dokumentation von Kunstschaffenden und Kunstinstitutionen sowie das Handschriften-Nachlassarchiv. In der Dokumentation befinden sich Dossiers zu rund 19'000 Kunstschaffenden und Institutionen. Das Nachlassarchiv umfasst 200 schriftliche Nachlässe von Schweizer Künstlerinnen und Künstlern, unter anderem von Giovanni Segantini, Giovanni, Augusto und Alberto Giacometti, Otto Meyer-Amden, Max von Moos und Petra Petitpierre.

## Bibliothek
Die öffentliche Bibliothek ist eine Präsenzbibliothek mit Schwerpunkt Schweizer Kunst und Kunstgeschichte und umfasst derzeit 120'000 Bücher, Zeitschriftenbände und audiovisuelle Medien. Der Bestand ist über den Verbundkatalog Swisscovery recherchierbar. Die Räume wurden durch die Architekten Arthur Rüegg, Ueli Marbach und Klaus Dolder in der Sockelzone der Villa neu erstellt und beziehen sich mit der Lesemulde auf Alvar Aaltos Bibliotheksbau in Vyborg.